# Grønbæk Sogn
Grønbæk Sogn er et sogn i Ikast-Brande Provsti (Viborg Stift).
I 1800-tallet var Svostrup Sogn anneks til Grønbæk Sogn. Grønbæk hørte til Lysgård Herred, Svostrup til Hids Herred, begge i Viborg Amt. De to sogne udgjorde Grønbæk-Svostrup sognekommune, men senere blev de to selvstændige sognekommuner. Ved kommunalreformen i 1970 blev Grønbæk indlemmet i Kjellerup Kommune, Svostrup i Gjern Kommune. Begge disse storkommuner indgik ved strukturreformen i 2007 i Silkeborg Kommune.
I Grønbæk Sogn ligger Grønbæk Kirke fra Middelalderen og Ans Kirke fra 1958.
I sognet findes følgende autoriserede stednavne:
- Alling Sø (vandareal)
- Allingålyst (bebyggelse)
- Ans (bebyggelse, ejerlav)
- Brårup (bebyggelse, ejerlav)
- Bøgedal (bebyggelse)
- Grønbæk (bebyggelse, ejerlav)
- Grønbæk Huse (bebyggelse)
- Iller (bebyggelse, ejerlav)
- Iller Hede (bebyggelse)
- Iller Huse (bebyggelse)
- Iller Mark (bebyggelse)
- Iller Nedermark (bebyggelse)
- Kongensbro (bebyggelse)
- Naderup (bebyggelse, ejerlav)
- Ris (bebyggelse, ejerlav)
- Ris Mark (bebyggelse)
- Roe (bebyggelse, ejerlav)